# Yon González
Yon González Luna (Bergara, Guipúscoa, 1986. május 20. –) spanyol színész. 
Elsősorban spanyol televíziós sorozatokban szerepel. Magyarországon az Internátus című sorozatban nyújtott alakítása miatt ismert.

## Életrajz
A baszkföldi Bergara városában született. Bátyja, Aitor González Luna szintén színész.
Középiskolai tanulmányait Mondragónban kezdte, de művészeti karrierje miatt Madridba költözött. Első televíziós szerepét 2006-ban a La Sexta csatorna SMS, sin miedo a soñar című sorozatában kapta, ahol Andrés szerepében 187 epizódban szerepelt, s vált ismert színésszé.
Miután véget ért a SMS sorozat, az Antena 3 új televíziós sorozatában, az Internátusban játszott főszerepet. Ez a sorozat hozta meg számára az igazi ismertséget, Iván Noiret León szerepében a sorozat mind a hét évadjában főszereplő volt. A sorozatot több országban, így Magyarországon is bemutatták. 2009-ben a sorozatban alakított szerepéért a legjobb férfi színész kategóriában Arany Nimfa-díjra jelölték a Monte-Carlói Nemzetközi Filmfesztiválon. 2010-ben a Asociación de Cronistas del Espectáculo szervezettől a legjobb ifjú színész díjat kapta Iván Noiret alakításáért.
2009-ben szerepelt a szintén sikeresnek mondható Szex, party és hazugságok (Mentiras y Gordas) filmben, mely első komolyabb filmes szerepe volt. 2010 nyarán a Torrente 4. - Halálos válság (Torrente 4.) című filmben szerepelt.
2011 óta az Antena 3 csatorna Gran Hotel című sorozatában alakítja Julio Olmedo szerepét. A kimondottan sikeresnek bizonyult első évadbeli szereplésért, megkapta a Legjobb férfi sorozatszínésznek járó díjat a Fotogramas de Plata díjkiosztón.

## Filmográfia

Iván Noiret szerepében az Internátusban

### Film
- Mentiras y gordas (2009)
- Rabia (2009)
- Latex Puppen (2009)
- Torrente 4 - Halálos válság (2011)
- Alpha (2011)
- Transgression (2011)

### Rövidfilmek
- El forjador de historias (2008)
- Muñecos de latex
- Identidad
- Amores imposibles (2008)
- Desconcierto (2011)

### Televízió
- SMS (LaSexta) mint Andrés (2006-2007)
- Internátus (Antena 3) mint Iván Noiret León (2007-2010)
- Sofía (Antena 3) mint Constantino II de Grecia (2011)
- Gran Reserva (TVE) mint Manu (2011)
- Los Quién (Antena 3) (2011)
- Gran Hotel (Antena 3) (2011-)
- A föld örökösei (Los herederos de la tierra) (2022)